# Estación de Irun Colon
Irun Colon es una estación ferroviaria situada en el centro de Irún (Guipúzcoa), en el Paseo de Colón, que pertenece a la empresa pública Euskal Trenbide Sarea, dependiente del Gobierno Vasco. Da servicio a la línea del metro de San Sebastián del operador Euskotren Trena, denominada popularmente el Topo, siendo la tercera estación más utilizada de la línea, por detrás de las de Amara y Anoeta.
Cuando, en 2012, renovaron los carteles de la línea, renombraron la estación, pasando de "Irún-Colón" a "Irun Colon", quitando el guion y las tildes. Tal y como está escrito ahora el nombre, no estaría correcto en ningún idioma, ya que en castellano sería "Irún Colón", y en euskera sería "Irun Kolon".

## Accesos
- Paseo de Colón
- Calle Cipriano Larrañaga